# Sielmanns Natur-Ranger

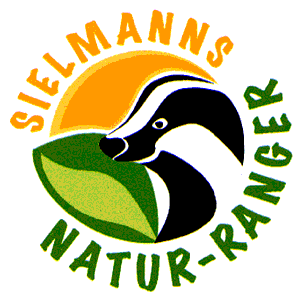
Logo der Sielmanns Natur-Ranger Deutschland e.V.

Der Verein Sielmanns Natur-Ranger Deutschland e.V. ist die Jugendorganisation der Heinz Sielmann Stiftung, die von dem Zoologen und Tierfilmer Heinz Sielmann und seiner Ehefrau Inge Sielmann gegründet wurde.

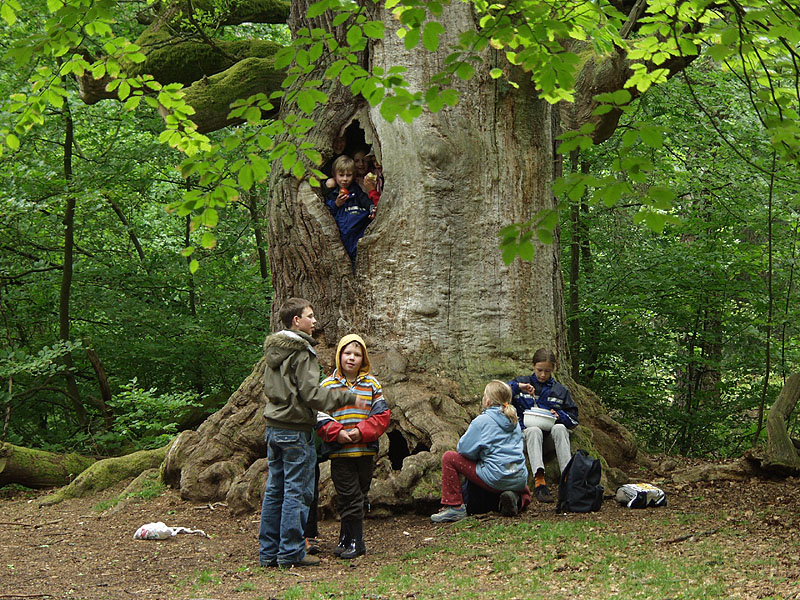
Sielmanns Natur-Ranger im Urwald Sababurg bei einer 700-jährigen Eiche

Die Natur-Ranger sind die einzige reine Jugendorganisation unter den Naturschutzorganisationen. In derzeit 15 örtlichen Teams (2017) werden Natur und Umwelt Kindern und Jugendlichen nähergebracht. Die Organisation hat seit ihrer Gründung den Anspruch, möglichst exemplarische Arbeit zu leisten, um den Begriff Nachhaltigkeit in der Naturschutzarbeit mit Inhalt zu füllen.
Die Natur-Ranger begannen ihre Arbeit bereits 1983 unter dem Namen „WWF-Panda-Club“ als gemeinsames Projekt der Umweltstiftung WWF Deutschland und der Zeitschrift Ein Herz für Tiere. Nach der Trennung vom WWF 1996 machte sich der Panda-Club unter dem Namen „Natur-Ranger Deutschland e.V.“ für knapp zwei Jahre selbständig. 1998 fanden die Natur-Ranger zur Heinz Sielmann Stiftung.